# Француска енциклопедија
Енциклопедија, или образложени речник наука, уметности и заната (фр. Encyclopédie, ou dictionnaire raisonné des sciences, des arts et des métiers) била је енциклопедија објављена у Француској између 1751. и 1766. године, са каснијим додацима и ревизијама у 1772, 1777. и 1780. години, као и бројним страним издањима и изводима.
У уводу под насловом „Прелиминарни дискурс“ наведено је да се она схвата као значајна експозиција или представка идеала Просветитељства. „Енциклопедијин” самопрокламовани циљ био је „да мења начин на који људи размишљају”.

## Историја „Енциклопедије”
Француска енциклопедија је покренута као комерцијални подухват превођења и прилагођавања Енциклопедије (Cyclopædia) Ифрејма Чемберса из 1728. године. Прво је поверена Енглезу Џону Милсу и Немцу Годфриту Селијусу, а потом и Абеу Гуау де Малву из Француске академије наука. Дени Дидро је постао њен главни уредник 1747. године, а Жан ле Рон д'Аламбер као и Дидро, увелико су проширили обим укупног дела. Дидроов проспект из 1750. године, обећао је, као главну и нову карактеристику, опис уметности и посебно свих заната у Француској, са бројним илустративним гравирама, у пратњи детаљног „Графикона грана људског знања”, који је Дидро назвао „Генеалошким дрветом свих наука и уметности”. Овај „систем свеукупних људских знања” је инспирисан делом Френсиса Бекона, чији је емпиризам у великој мери утицао на целокупан подухват енциклопедије. Претпостављајући да сво знање потиче од чула, у „систему” Енциклопедије, све гране знања су раздељене у домене памћења, разума и маште, чему су респективно одговарале историја, филозофија и поезија. Повезивање филозофије и разума, док је историја била повезана само са памћењем, било је карактеристично за просветитељски начин размишљања.
Први том Енциклопедије, који је садржао и утицајни д’Алемберов „Предговор” (Discours préliminaire), објављен је 1751. године, где је откривено да ће дело бити настављено у духу психологије чула и епистемологије Џона Лока. Пјер Бел, француски филозоф и писац је, поред Френсиса Бекона и Лока, послужио као узор и инспирација за Енциклопедију, мада су њени уредници ретко сматрали да је корисно признати ту чињеницу. Енциклопедија је била под великим утицајем Беловог скептицизма, иако је заостајала за његовим темељним пиронизмом (рани облик скептицизма који је засновао Пирон). Међутим, укупно дело је превазишло Бела и његову филозофију скептицизма, усмеравајући се на природне науке, тек порођене друштвене науке, нове економске процесе и социјалне реформе.
Први том је успоставио Енциклопедију као контраверзно, и уједно, неопходно дело. Био је далеко опсежнији од ранијих покушаја и чак је садржао обухватне чланке о граматици, синонимима, и чланке типа речника о државама и градовима. Обраћана је велика пажња да се избегну уобичајене грешке (на пример чланак Енциклопедије Agnus Scythicus), да се буде што прецизнији у дефиницијама, тачним техничким објашњењима путем уобичајеног језика у свим областима, да се сугеришу потребне друштвене реформе (на пример Accoucheuse), или веће људске слободе (на пример Aius Locutius), и да се, што је више могуће, ослаби догматизам. У критици Библије (на пример Arche de Noé), или у чланцима који се тичу политичке теорије (на пример Autorité politique), или материјализма (на пример Âme), уредници Енциклопедије су показали нарочиту одважност и храброст.
Као резултат свега поменутог, Енциклопедија је наишла на доста критика и осуда, посебно оних које су долазиле од ортодоксних верских група. Нарочито су језуити, за које су Дидро и д’Алембер сумњали да желе да преузму уређивање Енциклопедије за себе, у маси оптуживали Енциклопедију за плагијат и инсинуирали да је укупно дело субверзивног карактера у верском и политичком смислу. Године 1752, одмах након објаве другог тома, француски Краљевски државни савет је уредбом забранио њено даље објављивање, али је тек након неколико месеци, уредба прећутно повучена. Након овога, Енциклопедија је објављивана ритмом по један том годишње, све до слова Г. Тада је већ било очигледно, као што је и сам Дидро изјавио у свом славном чланку одреднице Енциклопедија (Encyclopédie) у тому пет, објашњавајући намере и уређивачку политику, да је циљ Енциклопедије „да код људи промени уобичајени начин размишљања.”
Године 1757, започиње дуга и компликована криза Енциклопедије, која је довела до тога да се д’Алембер повуче из свог уредничког дела, и завршила епилогом који је као резултат имао краљевски декрет из 8. марта 1759. године, којим је читав пројекат коначно угашен.
Ипак, храброшћу и упорношћу Дидроа и издавача, а и због тога што су власти одлучиле да са праве да нису упознате, дело је наставило да се пише, уређује и штампа у тајности, чекајући време када ће можда опет бити одобрено. Између 1765. и 1766. године, објављени су преостали томови до краја абецеде (укупно десет томова). У међувремену је припремљено и објављено 11 томова илустрација под Дидровим надзором, први 1762, а последњи 1772. године. Продато је око 4225 комплета оригиналног издања, цена је била 980 ливра, отприлике 102.076,37 српских динара 2020. године у историјској противвредности (326 за 17 писаних и 654 ливре за 11 томова са илустрацијама).
Сваки од првих седам томова Енциклопедије је био подвргнут цензури, али то је било немогуће спровести са последњих десет томова, јер су они тајно уређивани и објављивани. Мада, постојао је значајан ризик да би власти могле забранити целокупно издање ако су чланци били сувише јасни у отпору званичној теологији и политици. На крају, било је мало отпора с друге стране. Од 1765–1766. године, када су издати последњи томови, ред језуита је расформиран и јавно мнење се углавном кретало према становиштима која су заступали филозофи и филозофија. Андре-Франсоа л Бретон, штампар и главни издавач „тајне” Енциклопедије је вешто изменио многе од најконтроверзнијих чланака након што их је Дидро уредио и одобрио за штампање. Дидро је открио ову издају 1764. године, касно да би поништио накнадне измене. Касније откриће пробних листова је омогућило поређење пре и након штампања коначне верзије чланака које је Бретон осакатио. Тачан број Бретонових измена још увек није познат, мада је Дидро био уверен да је то био широк захват. Упркос овоме, чланци у последњих десет томова су још критичнији и оштрији према догмама религије и тада горућим друштвеним и политичким питањима, него што је то био случај са првих седам, чије су штампање француске власти декретом забраниле.
Једна од новина Енциклопедије је била то што је већина сарадника који су писали чланке именована. Најпознатији су били Дидро, д’Алембер, Волтер, Жан-Жак Русо (економска политика и чланци о музици), Монтескје (укус), Франсоа Кене (пољопривредници, житарице), Барон д Л’Олн Турго (етимологија, егзистенција), Жан-Франсоа Мармонтел, Барон д’Олбах, и Луј де Жукур.
Након што су власти 1759. године забраниле дело, многи сарадници-аутори (укупно је идентификовано њих 160), су прекинули сарадњу, због чега је највећи део терета пао на Дидроа. Енциклопедија је представљала највећи подвиг штампарства и издаваштва у историји до тадашњег времена. Такође је била симбол интелектуалне надмоћи Француске у осамнаестом веку. Али, била је и симбол нове, јавне филозофије. Њена коначно издање, са доследном и непромењеном уређивачком политиком и праксама, била је победнички знак енергије и моралне храбрости Дидроа, и у мањем обиму, њених издавача.

## Филозофија у „Енциклопедији”
Бројни опширни чланци Енциклопедије о филозофима и филозофским школама, од аристотеловаца до зороастризма, су сами по себи степен у развоју писане историје филозофије. Највећи број ових чланака је написао сâм Дидро. Пишући своје чланке, Дидро је врло отворено користио дела Томаса Стенлија, Буроа Деланда, и Критичку историју филозофије (Лајпциг, 1742–44) Јохана Јакоба Брукера, немачког писца историје филозофије. Али Брукерово дело је опуштеније у стилу писања и помало деистично, а Дидрови чланци у Енциклопедији су оштри у изношењу филозофских идеја и самом стилу писања, имплицитно против идеализма и наклоњени материјализму, филозофском погледу који је превладавао у Француској у доба просветитељства. Неки чланци које није написао Дидро су прилично конформистички (на пример Аристотеловци, Спиноза), док они најпознатији које јесте написао Дидро, потврђују да је он био један од стваралаца историје филозофије као дисциплине у Француској.

### Онтологија и епистемологија
Омиљени спорт Енциклопедиста је био нападање „метафизике”. Критика је примарно њихово неслагање са великим рационалистичким системима седамнаестог века, односно према системској филозофији Декарта, Малебранша, Спинозе и Лајбница. У стварности, Енциклопедисти су имали своју системску теорију о бићу и теорији сазнања, слично као логички позитивисти с почетка двадесетог века, и по томе су такође били „метафизичари”, мада то они нису тако разумевали. Енциклопедисти су заговарали стварни свет чињеница, чврсто одбацујући Берклијеву филозофију с којом су већ били упознати. Тај стварни свет је било могуће спознати путем чула и путем размишљања, као што каже Локова епистемологија. Дидро у чланку „Урођено” (Inné), тврди да „не постоји ништа урођено осим способности перцепције и размишљања”. Овакво поимање спољашње стварности интерпретиране разумом, довело је до тога да Енциклопедисти ултимативно истакну искуство (expérience) као водич до знања, реч која је у тадашњем француском језику имала двоструко значење, искуствено и експериментално.
Емпиричким приступом проблемима стварности и знања, Енциклопедија је у великој мери допринела јачању образложења научне хипотезе и научног метода (на пример, „Хипотеза’’ [Hypothèse]). У том погледу, посебно приметно у чланцима које је написао д'Алембер (на пример, „Космологија’’ [Cosmologie] и „Картезијанизам’’ [Cartésianisme]), Енциклопедија се може сматрати претечом позитивизма. Енциклопедисти су такође одбацивали Хјумов скептицизам. Многи су лично познавали Дејвида Хјума и читали његове књиге, али су просто превидели импликације Хјумове филозофије у погледу властите онтологије и епистемологије. Чулна психологија Енциклопедиста, у комбинацији са њиховим погледом на свет, ојачала их је у њиховој вери у разум сматрајући да путем разума могу да сазнају и вреднују објективну стварност, и да нема потребе да верују у веровања о било чему. Филозофија у Енциклопедији се удаљила од фидеизма (правац „чисте вере” заснован на „чистом разуму” који је одбацивао сваку везу религије, односно теологије, са филозофијом) колико год је то било могуће.

### Историја Енциклопедије
- Gordon, Douglas H., и Norman L. Torrey, The Censoring of Diderot’s Encyclopédie and the Reestablished Text. New York: Columbia University Press, 1947.
- Grosclaude, Pierre. Un audacieux message. L’Encyclopédie. Paris: Nouvelles Editions Latinos, 1951.
- Kafker, Frank A. “A List of Contributors to Diderot’s Encyclopedia.” French Historical Studies 3 (1963–1964): 106–122.
- Le Gras, Joseph. Diderot et l’Encyclopédie. Amiens: Malfère, 1928.
- Lough, John. “Luneau de Boisjermain v. the Publishers of the Encyclopédie.” Studies on Voltaire and the Eighteenth Century 13 (1963): 115–177.
- Venturi, Franco. Le origini dell’Enciclopedia. Florence: U Edizioni, 1946; 2nd ed., 1963.
- Wilson, Arthur M. Diderot: The Testing Years, 1713–1759. New York: Oxford University Press, 1957.